# Ljusstrupig topptyrann
Ljusstrupig topptyrann (Myiarchus nuttingi) är en fågel i familjen tyranner inom ordningen tättingar. Den förekommer i Centralamerika från Mexiko till Costa Rica.

## Utseende och läten
Topptyranner är relativt stora tyranner med likartad teckning arterna emellan, ofta med grått bröst, gulaktig undersida, rostfärgade inslag i vingar och stjärt samt en antydan till buskig huvudtofs. Denna art är med kroppslängden 18 cm relativt liten. I dräkten är den lik gråstrupig topptyrann, men är gulare på buken och något mer olivgrön ovan. Det roströda på handpennekanterna övergår också gradvis till mer gulbruna kanter på kanterna på armpennorna. Det mörka på de yttre stjärtpennorna sträcker sig inte heller över stjärtspetsen. Lätet avviker också, återgivet i engelsk litteratur som "wheep".

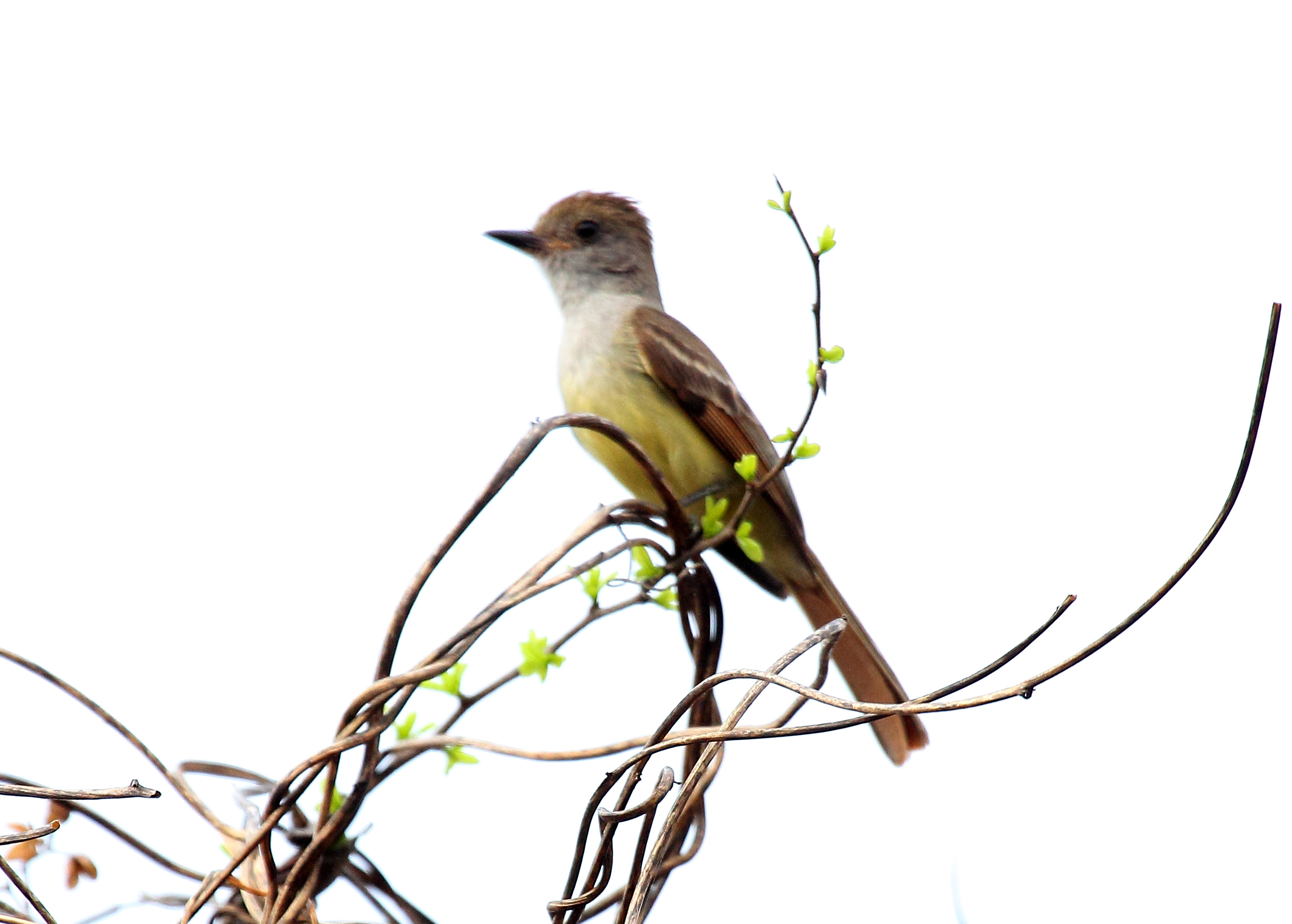

## Utbredning och systematik
Ljusstrupig topptyrann delas in i tre underarter med följande utbredning:
- Myiarchus nuttingi inquietus – förekommer i halvtorra västra Mexiko (Sonora i Chiapas) och centrala Mexiko
- Myiarchus nuttingi nuttingi – förekommer från arida inre bergsdalar i Chiapas till nordvästra Costa Rica
- Myiarchus nuttingi flavidior – förekommer i Stillahavslåglandet från södra Mexiko (Chiapas) till nordvästra Costa Rica

Arten har även påträffats tillfälligt i södra Kalifornien och sydöstra Arizona i USA. Underarten flavidior utgör möjligen en egen art baserat på skillnader i läte, levnadsmiljö och utseende.

## Levnadssätt
Ljusstrupig topptyrann hittas i torra öppna skogar och gläntor. Födan består av insekter och bär. Det skålformade boet av djurhår, fjädrar, hängen och ömsat skinn från ormar eller ödlor placeras 0,3–1,2 meter upp i en hålighet.

## Status och hot
Arten har ett stort utbredningsområde och en stor population med stabil utveckling. Utifrån dessa kriterier kategoriserar IUCN arten som livskraftig (LC).

## Namn
Fågelns vetenskapliga artnamn hedrar Charles Cleveland Nutting (1858-1927), amerikansk marinbiolog, ornitolog och samlare. Tidigare kallades den nuttingtopptyrann även på svenska, men justerades 2023 till ett enklare och mer informativt namn av BirdLife Sveriges taxonomikommitté.